# Bernardo Tolomei (senatore)
Bernardo Tolomei (Milano, 15 novembre 1823 – Siena, 1º maggio 1910) è stato un politico italiano.
Fu senatore del Regno d'Italia nella XVI legislatura, gonfaloniere e sindaco di Siena.